# Laërtes (Shakespeare)
Laërtes is een belangrijke figuur uit Shakespeares drama Hamlet. Hij is de zoon van de koninklijke raadsheer Polonius en de broer van Ophelia. 
Nadat Polonius per ongeluk door Hamlet werd gedood, weet koning Claudius de verontwaardiging van Laërtes uit te buiten om hem tegen Hamlet op te zetten. Samen zetten zij een complot op het getouw om Hamlet uit de weg te ruimen. De koning arrangeert een schermwedstrijd, waarbij Laërtes een vergiftigd floret zal gebruiken. Hij verwondt er Hamlet mee, maar deze verwisselt de wapens en raakt op zijn beurt Laërtes, die in het aangezicht van de dood de waarheid opbiecht en zich met Hamlet verzoent...